# Сен-Лари, Жан де
Жан де Сен-Лари, барон де Терм (фр. Jean de Saint-Lary, baron de Thermes; ум. в октябре 1586, Шорж) — французский военачальник, участник религиозных войн.

## Биография
Второй сын Перотона де Сен-Лари, барона де Бельгарда, и Маргерит д'Орбессан. Младший брат маршала Франции барона Роже де Бельгарда.
Предназначался для духовной карьеры, был аббатом в Низоре, но бездетный двоюродный дядя, маршал де Терм, объявил его своим наследником. Уйдя из монастыря принял имя и герб маршала, став именоваться сеньором де Термом.
Долгое время служил лейтенантом в роте из 30 копий, которой командовал его отец, затем стал капитаном отряда из 50 жандармов.
В 1584 назначен лейтенант-генералом губернаторства в Меце.
31 декабря 1584 стал рыцарем орденов короля, и в тот же день был назначен главным лагерным маршалом, на место, освободившееся после смерти сеньора де Пюигайара и Анри де Ленонкура.
Умер от болезни во время осады Шоржа в Верхнем Провансе; тело было перевезено в Систерон к 27 ноября 1586.

## Семья
Жена (1550): Жанна Анна де Вильмюр (ум. 1586), дочь Франсуа де Вильмюра, барона де Сен-Поля, и Анны де Кармен
Дети:
- Роже де Сен-Лари, герцог де Бельгард (1562/1563 — 1646). Жена 1): Мишель Леонарда Обен; 2) (1596): Анна де Бёй, дочь Онора де Бёя, сеньора де Фонтена, и Анны де Бёй
- Сезар-Огюст де Сен-Лари, барон де Терм (ум. 1621). Жена (25.07.1615): Катрин Шабо (ум. 1662), дочь Жака Шабо, маркиза де Мирбо, и Анны де Колиньи
- Жан де Сен-Лари, ум. в 14 лет
- Поль де Сен-Лари. Муж: Антуан Арно де Пардайян (1562—1624), маркиз де Монтеспан